# 鯔隱尾吸蟲
鯔隱尾吸蟲（学名：Aphanurus mugilus）为連腸科隱尾吸蟲屬下的一个种。